# 10 novembre 1951
Le samedi 10 novembre 1951 est le 314e jour de l'année 1951.

## Naissances
- Aleksander Lasoń, compositeur et chef d’orchestre polonais
- André Quitich, chef atikamekw
- Betty Pei Ti, actrice chinoise
- Danilo Medina, homme d'État dominicain
- Dominique Daly, personnalité politique française
- Enzo Escobar, joueur de football chilien
- Johan Vermeersch, joueur de football belge
- John Williamson (mort le 30 novembre 1996), joueur de basket-ball américain
- Keibun Ōta, peintre et illustrateur japonais
- Marlene Jennings, femme politique canadienne
- Viktor Sukhorukov, acteur russe

## Décès
- Charles E. Roberts (né le 22 mai 1894), scénariste et réalisateur américain
- Joseph Buerger (né le 19 septembre 1870), rameur américain

## Événements
- Début de la bataille de Hòa Bình durant la guerre d'Indochine
- Résolution 96 du Conseil de sécurité des Nations unies concernant la question indo-pakistanaise